# Расторгуев, Алексей Иванович
Алексе́й Ива́нович Расторгу́ев (укр. Олексій Іванович Расторгуєв; 17 декабря 1931, Лисхимстрой, Украинская ССР, СССР — 13 апреля 2002, Северодонецк, Украина) — советский футболист, защитник. По окончании карьеры игрока — советский и украинский футбольный тренер. Заслуженный тренер Украинской ССР

## Биография
Начал карьеру в 1954 году, в северодонецком «Химике». В 1957 году перешёл в ворошиловградские «Трудовые Резервы», однако провёл за команду всего одну игру. Не закрепившись в составе, вернулся в родной «Химик», за который выступал до 1964 года, был капитаном команды. В 1964 завершил карьеру игрока.

### Карьера тренера
По завершении выступлений приступил к работе в тренерском штабе «Химика». В 1968 стал главным тренером северодонецкой команды. Под его руководством в 1970 году Химик стал чемпионом класса «Б», выиграв финал УССР и получил право на повышение в классе. В 1972 году стал начальником команды, проработав на этой должности 2 года.
С 1975 года — старший тренер кировоградской «Звезды». В том же году возглавляемая им команда выиграла Кубок Украинской ССР. Работал в «Звезде» до конца 1981 года, после чего перешёл в днепродзержинский «Металлург», а в 1985 стал главным тренером стахановского «Стахановца». С 1987 года — тренер в горловском «Шахтёре». На этой должности работал до 1989 года, в 1988 году некоторое время был главным тренером команды. После этого вернулся в родной «Химик», сначала на должность тренера, а позднее — начальника команды. Проработал в северодонецком клубе до 1997 года. Умер 13 апреля 2002 года в возрасте 70 лет
С 2003 года в Северодонецке проводится футбольный турнир памяти заслуженного тренера Украины Алексея Расторгуева.

## Достижения

### Командные
- Серебряный призёр класса «Б» (УССР): 1967
- Чемпион класса «Б» (УССР): 1970
- Обладатель Кубка УССР: 1975

### Индивидуальные
- Заслуженный тренер УССР (1967)